# José Coelho da Mota Prego
José Coelho da Mota Prego (Guimarães, 2 de agosto de 1857 — Lisboa, 3 de dezembro de 1943) foi um bacharel em Direito pela Universidade de Coimbra, magistrado e político, que entre outras funções foi presidente de câmara, governador civil e deputado. Assinava as suas obras como José Prego.

## Biografia
Oriundo de uma família destacada do Minho, matriculou-se na Universidade de Coimbra, onde em 1885 se formou em Direito. Ingressou na magistratura, sendo nomeado delegado de Procurador Régio em Lisboa. Obteve a sus primeira nomeação judicial a 9 de fevereiro de 1899, como juiz de direito da comarca da ilha do Pico. Contudo, não chegou a ocupar o cargo nos Açores por ter sido obtido transferência para a comarca de Coruche.
No desenvolvimento da sua carreira judicial, em 1901 foi nomeado juiz de execuções fiscais no Tribunal Comercial de Lisboa, tendo terminado a carreira como juiz conselheiro do Supremo Tribunal de Justiça, cargo que exerceu de 1927 a 1929.
No campo político, foi militante do Partido Regenerador, no qual pertencia à facção de José Maria de Alpoim. Foi presidente da Câmara Municipal de Guimarães e governador civil nos distritos de Aveiro (19 de junho de 1901 a 29 de janeiro de 1902), de Ponta Delgada (de 4 de Julho de 1900 a 3 de Janeiro de 1901 e de 2 de março de 1904 a 24 de maio de 1905) e de Lisboa (19 de maio a 21 de dezembro de 1909).
Foi eleito deputado por vários círculos, sendo nas eleições de 1905, 1906 e 1908 eleito pelo círculo de Ponta Delgada, cidade onde deixara grande simpatia e amizades políticas. Foi relator do projecto de lei de 1901 que modificou a organização administrativa autónoma do arquipélago dos Açores e a estendeu ao distrito do Funchal.

## Obras publicadas
- Na hora dos cobardes (Apontamentos políticos - A prisão de Matualeto). Livraria Rodrigues & C.ª, Lisboa, 1934.